# Lubno (Lubusz)
Pour les articles homonymes, voir Liebenow et Lubno.
Lubno (prononciation polonaise : [ˈlubnɔ]) est un village polonais de la gmina de Lubiszyn dans le powiat de Gorzów de la voïvodie de Lubusz dans l'ouest de la Pologne.
Il se situe à environ 7 kilomètres au sud-est de Lubiszyn (siège de la gmina) et 16 kilomètres à l'ouest de Gorzów Wielkopolski (siège de le powiat).
Le village comptait approximativement une population de 797 habitants en 2009.

## Histoire
Avant 1945, ce village était sur le territoire allemand sous le nom de Liebenow. (voir Évolution territoriale de la Pologne)
De 1975 à 1998, le village appartenait administrativement à la voïvodie de Gorzów.

Depuis 1999, il appartient administrativement à la voïvodie de Lubusz.